# 押忍マン
押忍マンは、大分県出身のラッパー。好きな食べ物はお寿司。

## バイオグラフィー
主なMCバトルイベント出場・CD等の音源リリースは以下の通り。
- 2011年
  - 10月、B BOY PARK MC BATTLE 2011 冬の陣 九州地区予選（ベスト4）

- 2014年
  - 1月、九州出身のMC・DJで結成されたGAZAGORillAとしてEP『GAZAGORillA EP』をリリース。
  - 3月、THE 罵倒 2014 開幕戦（優勝）
  - 12月、ソロアルバム『押忍matic』リリース。アルバムからのリード曲『Monster feat. RINO LATINA II （Prod. DJ YAS）』はMVも制作されている。なお同楽曲でフィーチャーされているのは、押忍マンがリスペクトするLAMP EYEのDJ YASとRino Latina II。

- 2015年
  - 6月、THE 罵倒 2015 第二戦 池袋予選（優勝）
  - 12月、GAZAGORillAとしてアルバム『BAD SUNDAY ～日曜日よりの宴者～』をリリース。

- 2016年
  - 1月、ENTA DA STAGE MC BATTLE 2016.01（優勝）
  - 3月、配信シングル『IT'S ONE TIME（Prod. NEZUMI）』『100 or 0（Prod. OMSB）』を連続リリース。9sari主催のUMBではB.G.S（BEAT GET SYSTEM）（バトルの勝者はビートを持ち帰ることが出来るというシステム）が採用されている。『100 or 0（Prod. OMSB）』は当システムで手に入れたビートを使用した楽曲である。
  - 6月、アルバム『押忍マン Vs Nezumi』リリース

## フリースタイルダンジョンでの戦績
テレビ朝日系『フリースタイルダンジョン』にチャレンジャーとして出演する。番組出演時のキャッチコピーは「規格外のラップバカ」である。
- First season・REC6
  - 1st BATTLE【VS サイプレス上野】ROUND1○（クリティカルヒット）
  - 2nd BATTLE【VS T-Pablow】ROUND1× ROUND2○ ROUND3○（クリティカルヒット）
  - 3rd BATTLE 【VS 焚巻（隠れモンスター）】ROUND1○（クリティカルヒット）
  - 4th BATTLE【VS R-指定】ROUND1×（クリティカルヒット）

- 4th season・REC3
  - 1st BATTLE 【VS ACE】ROUND1× ROUND2○ ROUND3○
  - 2nd BATTLE【VS 崇勲】ROUND1○ (クリティカルヒット)
  - 3rd BATTLE【VS 輪入道】ROUND1× ROUND2×

## 出演
- わにゅう道場 レギュラー[1]